# محاصره ایروان (۱۸۰۴)
محاصره ایروان (ایروان، پایتخت ارمنستان امروزی) از ژوئیه تا سپتامبر ۱۸۰۴، در جریان جنگ ایران و روسیه (۱۸۱۳–۱۸۰۴) صورت گرفت. پس از یک پیروزی دشوار، روس‌ها در زمان پاول سیسیانوف ایروان را محاصره کردند. نیروهای ایرانی داخل ارگ ایروان از حمله مستقیم روس‌ها جلوگیری کردند. با فرماندهی ولیعهد عباس میرزا و پشتیبانی فتحعلی شاه قاجار، ایرانیان با موفقیت از این شهر دفاع کردند و خطر سقوط این شهر را از بین بردند.

## زمینه
در سال ۱۸۰۱، روس‌ها با دیدن آشفتگی سیاسی در ایران، کارتلی-کاختی (گرجستان شرقی) را ضمیمه کردند؛ منطقه‌ای که قرن‌ها بخشی از خاک ایران بوده‌است. در سال ۱۸۰۲، پاول سیسیانوف به عنوان فرمانده کل جدید روسیه در قفقاز منصوب شد. در ژانویه سال ۱۸۰۴، قفقاز را محاصره و شهر گنجه را محاصره کرد. پس از یک ماه، او مردم آنجا را اسیر و بی رحمانه اخراج کرد. تا سه هزار ایرانی در سه روز غارت قتل‌عام شدند. این آغاز جنگ روسیه و ایران (۱۸۱۳–۱۸۰۴) بود.

پس از اشغال گنجه، سیسیانوف به ایروان رفت. در نبرد اچمیادزین (۱۸۰۴)، در نزدیکی ایروان، ارتش وی با ارتش ولیعهد و فرمانده کل عباس میرزا درگیر شد و تلفات قابل توجهی را به ارتش ایران وارد کرد. به علت جلوگیری از دریافت منابع روس‌ها، سیسیانوف مجبور به عقب‌نشینی شد. چند روز بعد روس‌ها به اچمیادزین بازگشتند‌ و ارتش ایران را شکست دادند و نیروهای سیسیانوف وارد اچمیادزین شدند. سپس بار دیگر برای فتح ایروان لشکرکشی کردند. سربازان ایرانی دوباره به دفاع از شهر پرداختند.

## محاصره
در اواخر ماه ژوئن، سیسیانوف وارد ایروان شد؛ با ارتشی به بزرگی بین ۳۰۰۰ تا ۲۰٫۰۰۰ سرباز و همچنین چند هنگ گرجستانی و ارمنستانی. روس‌ها این بار حملاتشان شدیدتر بود. فتحعلی شاه خود در شهر حضور داشت و سربازان را فرماندهی می‌کرد. در زمان نبرد، ایرانیان هنوز به «روش سنتی» خود که عمدتاً از توپخانه سبک و سواره‌های سیار تشکیل شده بود، می‌جنگیدند. آنها هنوز برنامه‌ای را که منجر به ایجاد ارتش در خطوط نوین شد، آغاز نکرده‌بودند.
هنگامی که روس‌ها شهر را محاصره کردند، نیروهای ایرانی خارج از ارگ، حدود ۱۸۰۰۰ سواره‌نظام خط ارتباطات مهاجمان را قطع کردند و آن‌ها را محاصره کردند. ایرانیان با شجاعت و کارایی بیشتری جنگیدند. در طول محاصره، آن‌ها مانع از این شدند که روس‌ها پادگان ایروان را اشغال کنند. تاریخ بار دیگر برای روس‌ها تکرار شد؛ مشابه نبرد اچمیادزین اما ایرانیان توانستند تلفات سنگینی به روس‌ها وارد کنند و از پیشرفت آن‌ها به سمت ارگ جلوگیری کنند. برای ایجاد اطمینان بیشتر، بسیاری از مزارع گندم را آتش زدند.
در طول مبارزات سیسیانوف، اولین شورش بزرگ ضد روسی در بین افراد محلی در استان تازه‌فتح‌شده گرجستان آغاز شد. دلایل قیام نارضایتی از سیاست‌های سیسیانوف، فساد دولت پیوتر ایوانوویچ کووالنسکی و الغاء سلسله باگراتیونی‌ها بود. در ماه سپتامبر، پنج نفر از شش سردار سیسیانوف به این نتیجه رسیدند که نقشه وی شکست خورده است و او را مجبور به لغو محاصره کردند.

## عواقب بعدی
روسها تلفات سنگینی متحمل شده بودند. بخش بزرگی از سربازانشان کشته یا مجروح شدند و هزار نفر دیگر بیمار. بقیه مجبور بودند پنج هفته سخت بجنگند و زندگی کنند. حتی در زمان عقب‌نشینی، اوضاع برای سربازان روسی وخیم ماند. در بین سربازان هنوز کمبود غذا و آب وجود داشت. علاوه بر این، سربازان ایرانی آنها را تعقیب می‌کردند.
محاصره ایروان در دوره‌ای از افزایش حمله لکیانوبا، فرمانداری گرجستان را با سربازان کافی ترک کرده بود. سیسیانوف با وادار کردن دهقانان محلی به کار در «شرایط بسیار سخت برای بهسازی جاده در میان کوه‌ها» باعث شدت گرفتن عصبانیت در بین افراد محلی شد. این امر باعث شد مردم گرجستان از حکومت تزارها عصبانی شوند. ایرانیان از این نارضایتی پشتیبانی نظامی کردند.
حتی سیسیانوف می‌دانست که او در ایروان شکست خورده‌است. این بیشتر با این واقعیت تصریح شده‌است که روس‌ها گزارش رسمی «از تلفات نبرد خود را برای محاصره کارزار به‌طور کلی» ننوشتند. پس از بازگشت به گرجستان، سیسیانوف گزارشی به الکساندر اول نوشت. سیسیانوف اظهار داشت که اگر روسیه بخواهد به شکوه و موقعیت مناسب استراتژیک در قفقاز دست یابد، باید فرمانده ایران «کشته شود». با این حال، به گفته سیسیانوف، کسی که بیشتر از آن سرزنش می‌شود، سردار و شاهزاده دیمیتری میخایلوویچ ولکونسکی بود. به گفته سیسیانوف، «شکست» در ایروان به دلیل عدم موفقیت ولکونسکی در تهیه لوازم بود. آنچه وی تصمیم به گزارش نگرفت این بود که منطقه بین ایروان تا گرجستان توسط ایرانیان کنترل می‌شد، که مانع از سفر روسها به آنجا می‌شد و اینکه حاکم گرجستان به هر سربازی که می‌توانست برای حفظ صلح، نیاز داشت. نتوانست نیروهایی را برای همراه لوازم فراهم کند. الکساندر اول گزارش را به دریافت کرد. وی بعداً ولکونسکی را فراخواند و از سیسیانوف پاداش گرفت. در مقابل، چند سال بعد، وقتی جانشین سیسیانوف جانشین ایوان گودوویچ ناموفق محاصره ایروان، الکساندر اعزام ارتش خود را «احمقانه» خطاب کرد و او را به تبعید فرستاد.
نبردهای سیسیانوف منجر به ترک خانواده‌های زیادی در ارمنستان شد که خانات را به مقصد گرجستان ترک کردند. ارتش ایران پس از دفاع موفقیت‌آمیز، مطابق با توافقنامه عرفی خود، دستورهایی برای جدا شدن با دستورالعمل مجدد در بهار ۱۸۰۵ برای یک کارزار جدید دریافت کرد.